# Долгая яркая тьма
«Долгая яркая тьма» (англ. The Long Bright Dark) — первый эпизод первого сезона американского криминального драматического телесериала-антологии «Настоящий детектив». Премьера эпизода состоялась 12 января 2014 года на канале HBO. Сценарий к нему написал Ник Пиццолатто, режиссёром стал Кэри Фукунага.
В эпизоде детективы полиции штата Луизиана Растин «Раст» Коул (Мэттью Макконахи) и Мартин «Марти» Харт (Вуди Харрельсон) расследуют убийство Доры Лэнг. Также в эпизоде появляются постоянные персонажи сериала — жена Марти Мэгги Харт (Мишель Монаган) и детективы Мейнард Гилбо (Майкл Поттс) и Томас Папания (Тори Киттлз).
Ник Пиццолатто начал писать сценарий «Настоящего детектива» как повесть, но затем решил, что он больше подходит для телевидения. Съёмки планировалось провести в Арканзасе, но в итоге они прошли в Луизиана из-за благоприятного налогового режима и более подходящих с точки зрения режиссёра пейзажей штата. Эпизод был отснят на 35-миллиметровую киноплёнку.
Критики в целом очень хорошо приняли эпизод, отметив сценарий и игру Макконахи и Харрельсона. Эпизод посмотрело 2,3 млн зрителей на канале HBO, что стало лучшим показателем зрительской аудитории для премьеры телесериала на телеканале с момента премьеры «Подпольной империи».

## Сюжет

### 2012
Эпизод начинается с того, что Мартин «Марти» Харт (Вуди Харрельсон), бывший детектив отдела уголовных расследований полиции штата Луизиана, беседует с детективами Мейнардом Гилбо (Майкл Поттс) и Томасом Папания (Тори Киттлз). Отдельно те же детективы беседуют с его бывшим напарником Растином «Растом» Коулом (Мэттью Макконахи). Марти и Раст не видели друг друга и не общались уже десять лет. Бывших детективов просят рассказать об их взаимоотношениях и об истории расследования убийства Доры Лэнг в 1995 году, материалы по которому были уничтожены во время урагана Рита. Официально Марти и Раст раскрыли преступление и нашли убийцу ещё в 1995 году, но детали недавнего убийства женщины совпадают с деталями дела Доры Лэнг, из-за чего Гилбо и Папания полагают, что убийца всё ещё на свободе.

### 1995
После сообщения об убийстве женщины Марти и Раст приезжают в приход Вермилион для изучения места преступления. Они видят труп женщины, стоящей на коленях рядом с деревом со связанными руками и с оленьими рогами, надетыми на голову в виде короны. Труп окружают плетёные конструкции из веток, отдалённо напоминающие каджунские ловушки на птиц. Раст замечает на трупе несколько колотых ран и следы связывания и предполагает, что жертва была проституткой, а убийство было ритуальным. Марти приглашает Раста к себе домой на ужин по просьбе своей жены Мэгги (Мишель Монаган). Раст соглашается, но приходит на ужин пьяным, что приводит Марти в бешенство. За ужином Раст признаётся Мэгги, что его двухлетняя дочь погибла в результате несчастного случая несколько лет назад, вскоре после этого распался его брак.
Майор Кен Кесада (Кевин Данн) созывает пресс-конференцию и назначает Марти ответственным за брифинг, который назначен на следующий день. Раст продолжает расследование. Вечером в баре он спрашивает двух проституток — Анетт (Чарли Хармон) и Луси (Алишия Окс) — о пропавших женщинах, но не узнаёт ничего нового. На следующее утро детективы узнают, что жертвой была 28-летняя Дора Лэнг. Судебный эксперт сообщает, что её пытали, задушили и, возможно, изнасиловали. В её крови были обнаружены следы ЛСД и метамфетамина. Марти, Раст и Кесада на брифинге сообщают прессе известную им информацию об убийстве.
Марти и Раст посещают находящегося в местах заключения бывшего мужа жертвы Чарли Лэнга (Брэд Картер) и допрашивают его. Чарли, отбывающий срок за мошенничество с чеками, заявляет, что не видел Дору с момента их развода, на который женщина подала, когда Чарли уже был в тюрьме. Он сообщает детективам, что Дора употребляла разнообразные наркотики.
Полицейский участок посещает преподобный Билли Ли Таттл (Джей О. Сандерс) — богатый и могущественный министр штата Луизиана, являющийся двоюродным братом губернатора. Таттл сообщает детективам, что хочет создать оперативную целевую группу для расследования преступлений с «антихристианским» подтекстом, включая и дело Доры Лэнг. Раст негативно реагирует на это предложение.
Расследуя дело Доры Лэнг, Раст и Марти сталкиваются с делом о пропавшей пять лет назад девочке Мари Фонтено. Власти полагают, что девочку увёз её отец. Детективы навещают дядю пропавшей девочки, Дэнни Фонтено (Кристофер Берри). В поисках улик Раст изучает территорию, где Мари проводила время, и в сарае находит фигурку из веток, похожую на ту, которую он с Марти видел на месте обнаружения тела Доры Лэнг.

## Производство

### Разработка

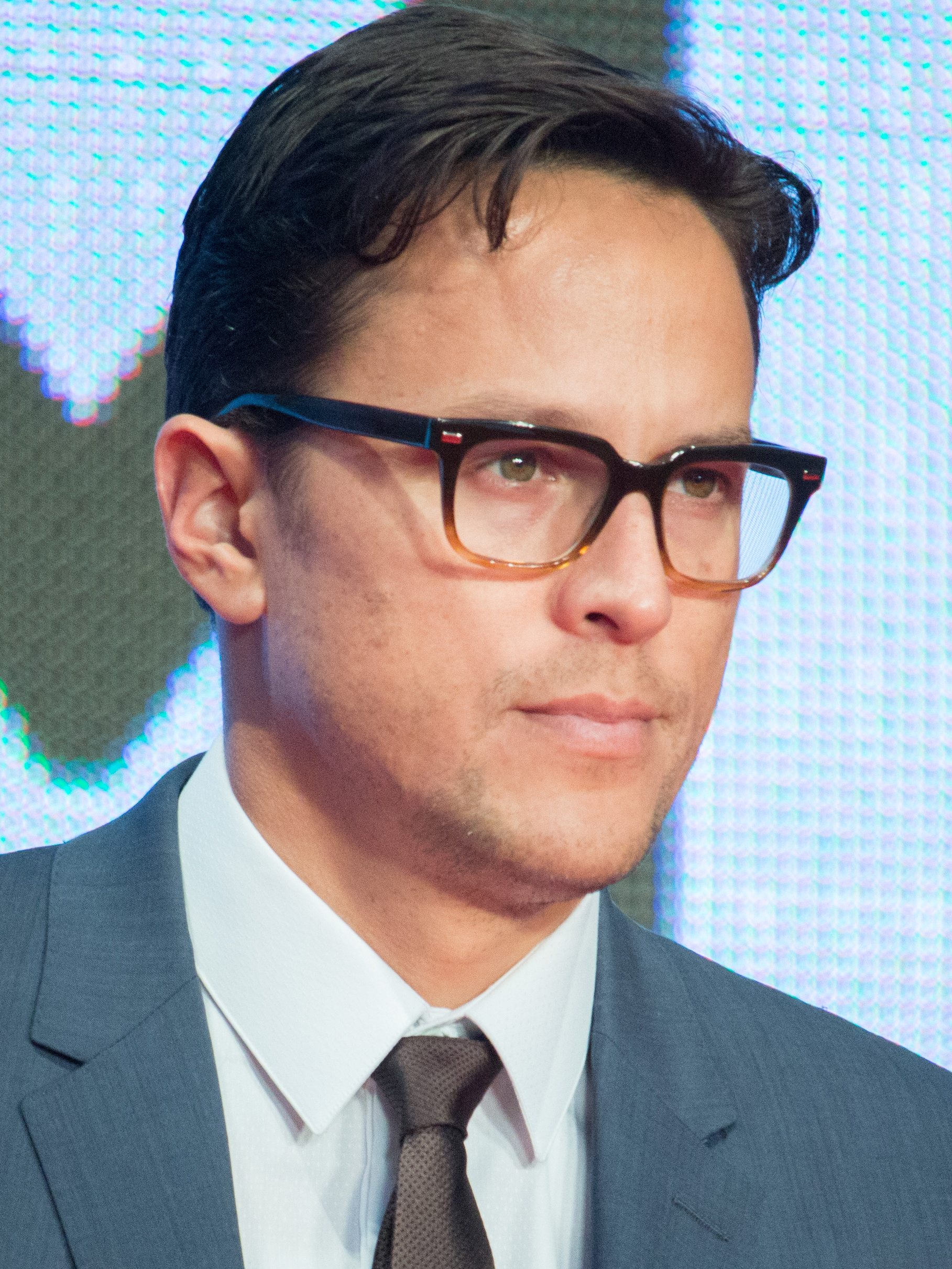
Режиссёр эпизода Кэри Фукунага

Создатель и сценарист телесериала Ник Пиццолатто в 2010 году опубликовал свою первую повесть «Галвестон», а год спустя стал одним из сценаристов телесериала «Убийство». Он начал работу над своей следующей повестью «Настоящий детектив», но в ходе работы решил, что сценарий больше подходит для телевидения. В 2010 году он отправил текст «Галвестона» нескольким продюсерам и написал ещё шесть сценариев, включая пробный сценарий «Долгая яркая тьма», состоявший из 90 страниц текста. Вскоре после этого он заключил контракт с телеканалом HBO на создание пилотной серии.
Работа Пиццолатто в качестве сценариста «Убийства» дала ему представление о том, как работает телевизионная индустрия. Однако из-за недовольства творческим направлением развития телесериала он покинул команду сценаристов в начале второго сезона. Он заметил, что хочет сам управлять направлением развития сюжета и не может писать хорошие сценарии, если видение шоураннера не совпадает с его собственным. Вскоре после этого он начал работу над «Настоящим детективом».
Режиссёром изначально планировали назначить Алехандро Гонсалеса Иньярриту, но из-за занятости в съёмках фильмов он не смог принять предложение. Пиццолатто связался с Кэри Фукунагой и предложил ему стать режиссёром «Настоящего детектива». В период подготовки к съёмкам Фукунага общался с детективом отдела расследования убийств полиции штата Луизиана. Изучая личный опыт офицера, Фукунага получил представление о том, «каково это — быть детективом в Луизиане» в 1990-е годы, когда не было сотовых телефонов и современных технологий.

### Подбор актёров
Мэттью Макконахи и Вуди Харрельсон были выбраны из небольшого числа актёров для исполнения главных ролей. Сначала продюсеры связались с Макконахи, который незадолго до этого закончил сниматься в фильме «Киллер Джо». Это произошло задолго до того, как телесериал получил «зелёный свет» от HBO. Пиццолатто, впечатлённый игрой Макконахи в фильме «Линкольн для адвоката», предложил актёру роль Мартина Харта, однако Макконахи предоставил «действительно убедительные аргументы» в пользу того, чтобы сыграть роль Раста Коула. В интервью журналу Variety Макконахи заявил: «Я хотел залезть в голову этому чуваку. Одержимость, изолированность мужчины — я всегда ищу парня с монологами». Для подготовки к «вхождению в роль» актёр создал документ «Четыре стадии Растина Коула» (англ. Four Stages of Rustin Cohle), состоящий из 450 страниц, в котором была детально описана эволюция этого персонажа по ходу истории.
Вуди Харрельсон получил роль Мартина Харта после рекомендации Макконахи. Харрельсон ранее сыграл в фильме HBO «Игра изменилась», но признался, что снялся в «Настоящем детективе» в первую очередь из-за коллег по актёрскому цеху. Он заявил: «Я люблю Мэттью [Макконахи]. Он — мой брат. Он феноменальный, удивительный человек. И я люблю Мишель [Монаган]. Я знаю её много, много лет. Кэри [Фукунага] — потрясающий режиссёр. И Ник [Пиццолатто] написал этот феноменальный сценарий, от которого просто невозможно оторваться. Его сценарий потрясающий».
Мишель Монаган была утверждена на роль Мэгги, жены Марти. Ознакомившись со сценарием, актриса заявила, что «поняла сюжетную линию» Мэгги и её мужа и «действительно увидела, куда двигаются эти персонажи». Майкл Поттс исполнил роль детектива Мейнарда Гилбо, а Тори Киттлз — его напарника детектива Томаса Папания.

### Съёмки
Изначально планировалось снять сериал в Арканзасе, но позднее Пиццолатто решил снимать его в южной Луизиане из-за щедрых налоговых льгот от штата, а также из-за характерных пейзажей. Коренной луизианец Пиццолатто отметил существующий там «парадокс»: «В тех местах есть противоречивая природа, в которой спрятано нечто зловещее… Всё живёт, укрытое под слоями. Леса густые, тёмные, непроходимые. С другой стороны, есть красоты, которые видно с расстояния». Эпизод «Долгая яркая тьма», как и последующие, был отснят на 35-миллиметровую киноплёнку. Съёмки всего сезона продлились ровно 100 дней. Натурные съёмки проходили на поле сахарного тростника в окрестностях Ирата (Луизиана), которое, будучи частично сожжённым, создавало «угрюмый и атмосферный фон» для натурных съёмок.Фукунага пригласил Адама Аркапоу, снявшего сериал «Вершина озера», в качестве оператора-постановщика и использовал «минималистичное» освещение для создания многослойной композиции в кадре. Художником-постановщиком был Алекс Дигерландо, с которым Фукунага ранее работал в короткометражном фильме Бена Зайтлина «Слава на море» (англ. Glory at Sea). Именно он создал причудливые алтари, лесные церкви и другие «удивительные декорации», которые, к сожалению Фукунаги, использовались во время съёмок максимум на протяжении одного или двух дней.

## Восприятие

### Рейтинги
В день премьеры в США эпизод «Долгая яркая ночь» на телеканале HBO посмотрело 2,3 млн человек. Он стал самой рейтинговой премьерой программы HBO за четыре года, уступив только премьере телесериала «Подпольная империя», собравшей 4,8 млн зрителей. Премьера эпизода в Великобритании состоялась 22 февраля 2014 года на канале Sky Atlantic, собрав 707 тысяч зрителей.

### Обзоры критиков
Эпизод получил высокие оценки со стороны большинства критиков. Тим Гудман из The Hollywood Reporter отметил, что Фукунага создал «прекрасное, обширное ощущение места» из пейзажей Луизианы, похвалил актёрский состав и сценарий, который «варьируется от дерзких монологов до проникновенно утончённых моментов, переданных скудной прозой». Маршалл Крук из The Wall Street Journal отметил «хорошую актёрскую игру, умный сценарий и великолепную операторскую работу». Уилла Паскин из Slate описала эпизод как «жуткий, эффектный, тревожный и глубокий», отметив «литературное качество и приращение значимых деталей» в сюжете. Эндрю Романо из The Daily Beast заявил, что премьерный эпизод, наряду с первой половиной сезона, представляют собой «один из самых увлекательных и провокационных сериалов из всех, что я видел». Джефф Дженсен из Entertainment Weekly назвал эпизод «захватывающим детективом об истории, культуре и героическом персонаже».
Новая драма писателя Ника Пиццолатто и режиссёра Кэри Фукунаги делает то, что казалось невозможным: фокусируется на двух очень разных детективах больше, чем на преступлении, которое они расследуют, что добавляет свежести в избитый жанр копов и серийных убийц.
Брайан Лори из Variety охарактеризовал «Долгую яркую тьму» как «богатый и поглощающий» эпизод, в котором «Настоящий детектив» сразу же выделяется на фоне других полицейских драм, а также отметил хорошую актёрскую игру персонажей в эпизодических ролях. Роберт Бьянко из USA Today отметил, что Макконахи и Харрельсон не только соответствовали, но иногда даже превосходили «чрезвычайно высокие» ожидания «золотого века актёрской игры на телевидении», а Дэвид Уиганд из San Francisco Chronicle назвал выступление главного актёрского дуэта «выдающимся», отметив, что каждый из них раскрывает своего персонажа с «невероятной глубиной и детализацией». Роберт Ллойд из Los Angeles Times отметил, что актёрский «танец» Макконахи и Харрельсона — произведение «очень высокого уровня». Сара Родман из The Boston Globe заметила, что атмосфера эпизода иногда «слишком мрачная», но актёрская игра двух главных персонажей убеждает зрителей продолжать просмотр. Также Родман выделила хорошую игру Мишель Монаган в первом эпизоде. Похвалили актёрскую игру, в особенности Макконахи и Харрельсона, журналист Time Джеймс Поневозик, критик The New York Times Майк Хейл, Курт Вагнер из RedEye, Сара Хьюз из The Independent и Гуилим Мамфорд из The Guardian.
Роберт Бьянко отметил, что персонажи Раста и Марти получились не «стереотипными» полицейскими, они оба имеют скрытую сторону и недостатки. Алан Сепинуолл из HitFix написал, что Коул и Харт стали такими захватывающими персонажами, что им удалось скрыть за собой некоторые недостатки сериала. Критик Крис Харви из The Daily Telegraph поставил эпизоду «Долгая яркая тьма» пять звёзд из пяти, назвав «Настоящий детектив» «самой амбициозной телевизионной драмой за долгое время».
Не все критики только хвалили эпизод. Майк Хейл, высоко оценив структуру флешбэков, отметил медленное раскрытие собственно детективной истории со свидетелями и уликами, появляющимися в «свободной и недраматичной манере», а также раскритиковал «вялое исследование» персонажей при помощи «книжных» и «затянутых разговоров о религии и ответственности». Крис Кэбин из Slant Magazine заметил, что сюжет опирается на «убеждённый и механический взгляд на плохую религию», а сценарий является трэшем и палпом, который, однако, «искусно используется» Пиццолатто и Фукунагой. Хэнк Стуэвер написал в своей колонке в The Washington Post, что сериал сконцентрирован на личности детективов, а не на раскрытии преступления, и что «в свои лучшие моменты он похож на лихорадочный сон, но в основном он просто сонный», охарактеризовав его как «грустный беспорядок» и «наркотик, не вызывающий привыкания». Эмили Нуссбаум из The New Yorker назвала сериал «мачистским бредом», раскритиковав то, как в нём показаны женщины.